# Porfíria
A porfíria ritkán előforduló, általában öröklődő, kis százalékban szerzett anyagcsere-betegség, mely a hem makromolekula bioszintézisének zavarán alapul.
A porfíria valójában betegségcsoport; különböző típusai a hem termelésében érintett különböző enzimek hiánya miatt alakulnak ki.
A hem vastartalmú szerves makromolekula minden szövetünkben megtalálható, és nélkülözhetetlen a szervezet kifogástalan működéséhez. A felépítése nyolc különböző enzim segítségével történik, több lépcsőben. Bármelyik enzim hiánya vagy működési zavara a porfirinek vérben lévő előanyagainak a felszaporodásával jár.
A szervezet tud alkalmazkodni az enzim működésének kisebb mértékű csökkenéséhez. Ilyenkor nincsenek panaszok, vagy ha vannak, nagyon elenyészőek. Viszont ha az amúgy is kis mennyiségben termelődő hem elhasználódásához vezető hatás éri a szervezetet (általában gyógyszerfogyasztás révén), az megpróbálja helyreállítani az egyensúlyt: a komplex képződésének fokozása érdekében felszaporítja a porfirin előanyagait, például a porfobilinogént és a delta-aminolevulinsavat. A klinikai tüneteket a hemhiány és a felszaporodott előanyagok okozzák.
A porfirinvegyületek életbevágóan fontosak a vörösvérsejtek oxigénszállításában, valamint a vérképzésben is elengedhetetlenül szükség van rájuk. Enzimek segítségével alakulnak át a vérképzés során, de ha hiány van ezekből az enzimekből, a folyamat nem megy végbe, a porfirinek az elővegyületeikkel együtt felhalmozódnak, majd a szövetekben lerakódva azok károsodását okozzák. Egy részük méreganyagként a vizelettel és a széklettel távozik a szervezetből.
A működési zavar jellemzőit az határozza meg, hogy melyik enzim hiányzik a hemképzéshez, milyen összetevő szaporodott fel, valamint hogy a folyamat a májból vagy a csontvelőből indult-e ki.
A porfíria elnevezés a görög porphyria szóból származik, jelentése bíbor. Népies elnevezései: bíborbaj, Drakula-kór.
Európában körülbelül ezer lakosra jut egy megbetegedés. Magyarországon ez a szám nem pontosan ismert, mert sok a nem diagnosztizált beteg, pedig alapvető fontosságú lenne, hogy ne így legyen, mivel a porfíria súlyos esetben akár halálhoz is vezethet.

## A betegség leírása
A vörösvértestekben található hemoglobin az oxigén szövetekhez szállításáért, valamint a szén-dioxid tüdőből való elszállításáért felelős. Hem és globin részből áll. Tökéletes működéséhez mindkét összetevőjének hibátlanul kell működnie. A porfíriák esetében az egyik alkotórész, a hem kialakulása sérül.
A hem többszörös gyűrűs szerkezetű vegyület, mely az oxigént szállítja. Vasat tartalmaz. A vörösvértestek vörös színéért is ez felelős, valamint sok fontos fehérje alapvető összetevője is. A csontvelőben és a májban termelődik. A hemszintézis 75–80%-a a csontvelőben, 15–20%-ban a májban zajlik.
Előállítása nyolc lépésből álló és nyolc enzim pontos együttműködését kívánó, bonyolult folyamat, melynél számos anyagcseretermék képződik és módosul. Ezen enzimek bármelyikének inaktivitása vagy hiánya miatt egyes hemösszetevők – az érintett enzimtől függ, hogy melyek – felgyűlnek a csontvelőben, a májban, vagy a vérben. Ezek az előanyagok megjelennek a vérben, majd vizelettel vagy széklettel kiürülnek a szervezetből. Az összetevők, melyek közé a porfobilinogén és a delta-aminolevulinsav tartozik a porfirinekkel: utóbbi csoportból alakul ki végül a hem. Mivel a betegeknél nem képződik ebből megfelelő mennyiségű és minőségű, a hemoglobin sem termelődik rendesen.
Az enzim előtt termelődő metabolitok a csökkent enzimaktivitás miatt felszaporodnak, ennek következményeként hemhiány alakul ki. A szervezet egy bizonyos ideig képes alkalmazkodni ehhez az állapothoz tünetek fellépése nélkül, ha azonban valamilyen külső vagy belső tényező miatt fokozódik a szabad hempool csökkenése, a hem felhasználása is tovább nő, így az már nem tudja kifejteni a bioszintézisben fontos gátló hatását, és tovább nő az enzimblokk előtt keletkező metabolitok termelése. Elsősorban a májban és az idegszövetben felhalmozódott delta-aminolevulinsav (DALA) neurotoxikus hatása és az intracelluláris szabad hempool csökkenése már klinikai tüneteket okoz.

## Tünetek

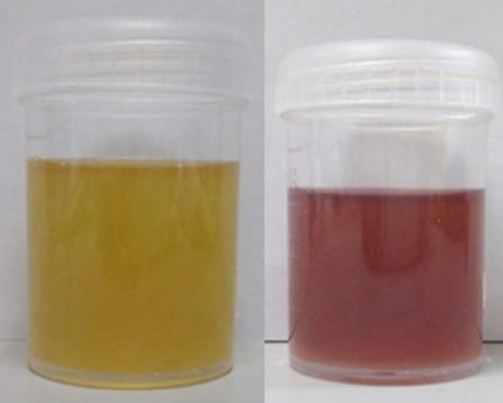
A normális és a betegség alatt elszíneződött vizelet

A betegség korai felismerése igen nehéz, mert a tünetek kezdetben kis mértékben jelentkezhetnek, vagy teljesen rejtve maradhatnak egy ideig, valamint igen sokfélék lehetnek, attól függően, hogy milyen típusú a porfíria. Előfordulhatnak: bőrproblémák, végtagzsibbadás, gyengeség, fájdalmak a test bármely részén (főleg a hátban és a végtagokban), émelygés, hányás, hasi görcsök, altesti panaszok, vizelési nehézségek, székrekedés, viszketés, napfényérzékenység, bőrduzzanatok. A homlokon erős szőrnövekedés is lehetséges.
A porfíria rohamokban jelentkezik, súlyos esetben erős szívdobogás, megemelkedő vérnyomás, szorongás, idegrendszeri panaszok, légszomj alakul ki. A fokozott mértékben felszaporodó anyagcseretermékek a reggeli első vizeletet bíborvörösre színezhetik, később a székletet is, majd a test más területei, elsősorban a fogak és a körmök vöröses árnyalatúakká válthatnak, ami már egyértelművé teszi a betegséget. A tünetek megjelenését akár panaszmentes időszak is követheti.
Ha a kiváltó tényezők továbbra is jelen vannak, akkor az alsó, majd a felső végtag bénulása, idegkárosodás, mentális zavar, hallucináció, epilepsziás roham, májkárosodás, légzőizom-bénulás, akár légzésleállás és halál is bekövetkezhet. A végzetes roham elég ritka.
A komolyabb esetek kórházi ellátást igényelnek, de az enyhébbeket sokszor észre sem veszi a beteg.

## Diagnózis
Különböző betegek laboratóriumi leletei nagy eltéréseket mutathatnak. A vizsgálatok megfelelő megválasztása és értelmezése nagyon fontos, hogy meg lehessen erősíteni vagy ki lehessen zárni a porfíria gyanúját. Az egészséges ember vizelete is tartalmaz porfirint, viszont ennek mennyisége nem haladja meg a napi 100 μg-ot, a székletben kiürített pedig a 200–500 μg-ot. Ha az orvos akut fajtát feltételez, a legtöbb esetben a delta-aminolevulinsav- és a porfobilinogén-szintet mér a vizeletben, ha bőrporfíriára gyanakszik, a vérplazma porfirinszintjét méri. Ha ezen vizsgálatok eredményei nem kielégítőek, más vizsgálatokat, pl. vörösvérsejtenzim-méréseket lehet végezni.

## A porfirin kimutatása
Fontos módszer a porfirin jellegzetes abszorpciós spektrumán, valamint ultraibolya fényben történő fluoreszkálásán alapuló vizsgálati eljárás. Pozitív porfobilinogén-próba esetén indokolt a további vizsgálat. A Garrod-próba spektroszkópos azonosítás.
A különböző porfirinvegyületek az alapján izolálhatóak, hogy organikus oldószerekben különbözőképpen oldódnak: míg a koproporfirin éterben oldódik, az uroporfirin oldhatatlan. A Sümegi-eljárásnál az egyes porfíriatípusok éteres extraktumból különböző töménységű sósavval elkülönítve rázhatóak ki. Az egyes porfirinek papírkromatográfiás eljárással is elkülöníthetőek. Kvantitív szétválasztásra is alkalmasak a megoszlásos oszlopkromatográfiás módszerek. Bármilyen módszerrel is történik a porfirinek izolálása, az egyes frakciókat organikus oldószerekben oldják, majd ultraibolya fényben fluorometriásan mérik, vagy pedig spektrofotometriásan.
Meghatározásra alkalmas módszer, hogy 100 ml vizeletet összeráznak 5 ml jégecettel, melyben két nap alatt vörös csapadék képződik. A Watson–Schwarz-próbánál Ehrlich-féle urobilinogén-reagenst adnak a vizelethez azzal azonos mennyiségben, és összekeverés után összerázzák egyező térfogatú telített nátrium-acetát-oldattal és néhány ml kloroformmal, aminek eredményeképpen a porfirin (porfobilinogén) pirosra festi a vizes részt.

## A tünetek kialakulásának megelőzése
Nagyon fontos, akár életbevágó is lehet, hogy a betegek kerüljék a kiváltó tényezőket. Ezek sokfélék lehetnek, ezért minden betegnek saját magának kell rájönni, milyen szerre vagy élethelyzetre jönnek elő vagy súlyosbodnak a tünetei. Nagyon sok esetben gyógyszerek váltják ki ezt a hatást, illetve lehet alkoholfogyasztás, dohányzás, stressz, de akár drasztikus fogyókúra eredménye is. Tartózkodjanak az oldószerektől, rovarirtóktól, permetezőszerektől, mert nem ismert azok összetevőinek szervezetben kifejtett hatása.
Akinek volt már porfíria a családjában, érdemes elvégeztetnie a szükséges szűrővizsgálatokat annak megállapítására, hogy hordozza-e a rendellenes gént. Ez lehet DNS-vizsgálat, vagy vörösvérsejtek porfobilinogén-deamináz-tartalmának a mérése. Előfordul, hogy az orvos indokolatlan hasi-, neurológiai vagy bőrproblémák esetén a betegség ritkasága miatt csak sokára gondol porfíriára, és későn küldi a beteget megfelelő vizsgálatokra, pedig korai felvilágosítással, a helyes étrend beállításával, a gyógyszerek minimálisra csökkentésével vagy lehetőség szerinti elhagyásával a beteg akár tünetmentes állapotúvá is tehető.

## A tünetek kezelése
A legfontosabb a kiváltó tényezők kiiktatása mellett a megfelelő életmódra való odafigyelés. A beteg mindig inkább kevesebbet étkezzen, többször, napi 5-6 alkalommal, a koplalást és a radikális diétát pedig feltétlenül kerülni kell. A fényérzékenység miatt télen is magas faktorszámú fényvédő krémeket kell használni.
A legfontosabb az alapvető rohamok megelőzése. Heveny roham esetén kórházi ellátás szükséges, ahol a beteg általában infúziós kezelést is kap.

## Típusai
A hét típust más-más enzim zavara okozza, ezért a tüneteik is eltérőek. Az alapján megkülönböztethetők, hogy melyik szervben jelentkeznek, illetve hogy a tünetek okozhatnak-e klinikailag akut problémát (akut: +, nem akut: –).
Hepatikus porfíriák (a hibás enzim a májban található):
- Akut intermittens porfíria (AIP) (+)
- Variegata porfíria (VP) (+)
- Hereditaer coproporfíria (HCP) (+)
- Doss-porfíria (DALA dh defekt porfíria)[17] (+)
- Porfíria cutanea tarda (sympromatica) (PCT) (–)

Eritropoetikus porfíriák (a hibás enzim a vörösvértestekben található):
- Erythropoeticus protoporfíria (EPP) (–)
- Congenitalis erythropoeticus porfíria (CEP, Günther-kór) (–)

## A leggyakoribb típusok

### Porfíria cutanea tarda – Porphyria cutanea tarda (PCT)

#### Leírás
A hemszintézis leggyakoribb rendellenessége. Általában 20 éves kor után kezd panaszokat okozni.
A világon szinte mindenhol előfordul. A tudomány jelenlegi állása szerint ez az egyetlen fajta porfíria, mely a hemtermelésben érintett enzimek hiányát okozó öröklött rendellenesség hiányában is előfordulhat. Az uroporfirinogén-dekarboxiláz enzim csökkent működése idézi elő, ami porfirinek felgyülemléséhez vezet a májban. A bőrkárosodás azért alakul ki, mert a májban termelődő porfirinek a vérplazmával a bőrbe kerülnek. A felszaporodott prekurzorok a vizeletből és a székletből is kimutathatóak.
Öröklött és szerzett formája is ismert, melyek rutin klinikai vizsgálatokkal nem különböztethetőek meg egymástól, csak specifikus eljárásokkal. A szerzett formában, mely a betegek 80%-át érinti, az enzim működésének csökkenése csak a májban tapasztalható. A páciensek 20%-a örökli ezt a betegséget, náluk az enzim minden szövetben csökkent működésű.

#### Tünetei

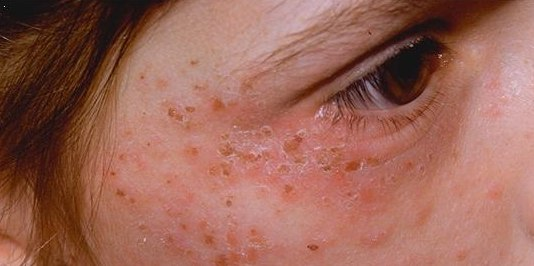
Porfíriás beteg sérült arcbőre

Leginkább a fényérzékenység jellemzi: a fénynek és oxigénnek kitett porfirin az oxigén egy töltéssel rendelkező formájának kialakulását idézi elő, ami károsítja a bőrt. A napfény hatására a bőr nagyon hamar kipirosodik és leég; folyadékkal telt hólyagok keletkeznek, amik kifakadnak, és pörkösen, hegesen gyógyulnak. Ha a kiváltó tényező továbbra is fennáll, a bőr alatti kötőszövet átalakul, merevvé, sérülékennyé válik, és már kisebb ütéstől, szúrástól szétnyílik. A sebek nagyon nehezen gyógyulnak, a bőr a pigmentzavarok miatt barnásan elszíneződik. Jellegzetes tünet a vizelet barnás színe, ami állás után kifejezettebb. A máj megnagyobbodhat, vaslerakódása, zsíros elfajulása alakulhat ki, később májzsugor és májrák is bekövetkezhet. A szőrnövekedés napsütésnek kitett helyeken fokozódhat.
Neurológiai tünet nem észlelhető.

#### Diagnózis
A diagnózis felállításakor a megnövekedett porfirinszintet vizsgálják a vérplazmában, a vizeletben és a székletben. A vizelettel nagy moporfirin- és koproporfirin-ürítés, a székletben izo-koproporfirin megjelenése, az öröklött formában pedig a vörösvérsejt uroporfirinogén-dekarboxiláz enzim csökkent aktivitása mutatható ki. A megnövekedett porfirintípusok alapján lehet megkülönböztetni a többi fajtától.

#### Megelőzés
A legkönnyebben kezelhető porfíriatípus. A napfény, az alkohol és az egyéb kiváltó tényezők kerülése általában elegendő a tünetek minimalizálására.

#### Kezelése
Elsőként a kiváltó tényezőket kell kiiktatni, például az alkoholt, az ösztrogént tartalmazó gyógyszereket és vaspótló készítményeket. Az előírt diéta is eredményes lehet. Sokszor már ezekkel is jelentős javulás érhető el. Komolyabb esetekben a vénából körülbelül 0,5 liter vért engednek le a máj vastartalmának csökkentésére. Ezt addig ismétlik, míg enyhe vérszegénység alakul ki. Ennek hatására a májban található uroporfirinogén dekarboxiláz működése normálissá válik, a májban és a vérplazmában található porfirinek szintje pedig fokozatosan csökken. Ha ez nem alkalmazható, akkor gyógyszerrel, kis dózisú klorokvinnal vagy hidroxikorokvinnal távolítják el a májban felgyülemlett porfirint. A kis dózis nagyon fontos, mert ha túl gyorsan ürítik ki a porfirint a szervezetből, az átmeneti tüneterősödéshez, rosszabb esetben májkárosodáshoz vezethet. A kezelések hatására a bőr állapota javul, idővel ismét normálissá válik. Ha a beteg vesebetegségben is szenved, a tünetek sokkal súlyosabban jelentkeznek, mint azt a mért laboreredmények indokolnák. Az ösztrogént szedő nőknél az orvosok a kezelés végéig leállítják az ösztrogénterápiát, mivel az a porfíria egyik kiváltó tényezője. A terápia a későbbiekben folytatható, és csak ritkán okozza a betegség visszatérését.

### Akut intermittáló porfíria – Porphyria acuta intermittens (AIP)

#### Leírás

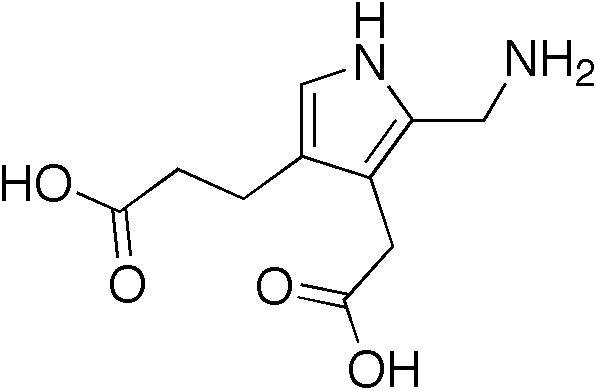
Porfobilinogén

A porfobilinogén-deamináz enzim (más néven hidroximetilbilán-szintáz) hiánya okozza, ami kezdetben a delta-aminolevulinsav és a porfobilinogén felgyülemlését eredményezi a májban. Ha csak az egyik szülő örökíti át a hibás gént, és a másik szülő egészséges, akkor az egészséges gén többé-kevésbé normális szinten tudja tartani a hiányos enzim mennyiségét, ami általában egy ideig még elegendő a megfelelő mértékű hemtermeléshez. Nagyon ritkán mindkét szülőtől rendellenes gén öröklődik, ilyenkor a tünetek már gyermekkorban jelentkezhetnek, és fejlődési rendellenességeket is okozhatnak.
Ez a leggyakoribb akut porfíria. Minden embertípusban előfordulhat, de gyakoribb az Észak-Európában élők között. A betegség először általában a serdülőkor után jelentkezik, akut neurológiai tüneteket okozva. Nőknél gyakrabban fordul elő, és a rosszullét a menstruáció előtti napokban általában súlyosbodik.

#### Tünetei
A hasi panaszok a legjellemzőbbek, melyek általában görcsös fájdalomként jelentkeznek – olyan rohamok, hogy perforáció gyanúja miatt akár azonnali hasfeltáró sebészeti beavatkozásra is sor kerülhet, ha az orvosok még nem tudják a betegről, hogy porfíriás. A kísérő tünet akár hetekig tartó hányinger, puffadás, hasmenés, székrekedés is lehet, sok esetben csillapíthatatlan hányás. Mivel az autonóm idegrendszer károsodik (minden panasz erre vezethető vissza), idegi probléma, lelassult mozgás, gondolkodás, depresszió, nyugtalanság, hallucináció, főleg a kezekre és a lábakra, de akár az összes izomra is kiterjedő időszakos bénulás, sőt légzésbénulás, epilepsziás görcsre hasonlító roham is felléphet, továbbá magas vérnyomás, szapora szívverés, izzadás, remegés, alvászavar tapasztalható. A panaszok a húgyhólyagra is kiterjedhetnek, ilyenkor gyakori vizelési inger, vizelet-visszamaradás, fájdalmas vizelés jelentkezik. A vizelet színe kezdetben csak reggel, később már egész nap sötétvörös, ami állás után még sötétebb lesz, mert a porfobilinogén spontán uroporfirinné és porfobilinné bomlik.
A tünetek szakaszosan jelentkeznek (a betegség az intermittáló nevet is innen kapta), erős fellángolás után nyugodt időszak következhet. A roham napokig, hetekig, akár hónapokig, a súlyos izomgyengeség hónapokig, de akár évekig is eltarthat. Minél hosszabb, annál nehezebb a felépülés, és annál valószínűbb, hogy maradandó károsodások alakulnak ki.
Az esetek nagy többségében hasi panaszok dominálnak, de a roham elmúltával hosszú ideig semmilyen tünet nem észlelhető. A betegség lehet nagyon komoly, akár halálos kimenetelű is, ami ez esetben nem a hasi, hanem az idegrendszeri: perifériás, bulbaris és pszichés tünetek miatt következik be, melyek gyakran csak a rohamok után fejlődnek ki.
Ennél a fajta porfíriánál bőrtünetek nem észlelhetőek.

#### Diagnózis
A betegség diagnosztizálása nem könnyű. A változatos és súlyos gasztrointesztinális és neurológiai tünetek sok gyakori betegségre hasonlítanak.
Rutin laboratóriumi vizsgálatokkal általában nem lehet diagnosztizálni a betegséget. Csak előrehaladott és akut fázisban lehet kimutatni a vizeletből a két hemösszetevő, a delta-aminolevulinsav és a porfobilinogén megnövekedett szintjét. Ezek nagyon magasak lehetnek és maradhatnak is a gyakori rohamokban szenvedőknél. Árulkodó lehet a vöröses és barnás vizeletszín is, ami fénynek kitéve még sötétebbé válik.
A vizeletvizsgálat negatív eredménye még nem zárja ki az akut porfíria fennállását. A kezelések szempontjából nagyon fontos annak megállapítása, hogy a beteg a porfíria melyik fajtájában szenved.
A tüneteket nem mutatók is hordozhatják a betegség kialakulásáért felelős hibás gént, ami kimutatható a vörösvérsejtek porfobilinogén-deamináz-tartalmának mérésével, vagy ritkább esetben DNS-vizsgálattal. Születés előtti diagnózist is végezhetnek, de igazán nincsen értelme, mert a legtöbb érintettnél soha nem alakulnak ki a jellegzetes tünetek.

#### Megelőzés
Belső indukáló tényező lehet a serdülőkor, a menstruációt megelőző időszak és a terhesség. Külső indukáló tényezők: éhezés, vegyszerek, ólom és általában a nehézfémek, súlyos fertőzések, alkohol, nikotin, nagy fizikai megterhelés, stressz, a legfontosabbként azonban a gyógyszerek. Ezek nagy csoportja ugyanis az anyagcseréje során citokróm P 450-et használ fel, és ezzel fokozza a hem hiányát, mások pedig az enzimek működését csökkentik még nagyobb mértékben. Egyes barbiturátok, görcsgátlók, szulfonamid antibiotikumok, továbbá hormonok, például az ösztrogén, a progeszteron és a kapcsolódó szteroidok is rohamot válthatnak ki. Néha viszont a rohamokat kiváltó tényezőket nem sikerül azonosítani.
Nagyon fontos a vérrokonok biokémiai és genetikai vizsgálatokkal elvégzett, lehető legszélesebb körben történő szűrése, amivel lehetővé válik az időben és nagyon korai szakaszban megállapított kórisme és a tünetek klinikai megjelenésének megelőzése. A betegek és a hordozók is igazolványt kapnak a betegségükről, illetve az alkalmazható és a feltétlenül kerülendő gyógyszerek listáját is megkapják. A heveny porfíriák akár életet veszélyeztető tüneteket is produkálhatnak, de a helyes életmód és étrend megtanulásával és alkalmazásával a betegséghordozók akár panasz- és tünetmentesen is élhetnek.

#### Kezelése
Már a múlt század elején megfigyelték, hogy a porfíriások tünetei böjti időszakokban előjöttek vagy rosszabbodtak, valamint alkoholfogyasztásnál megsokszorozódtak. Cukor hatására viszont javulás volt tapasztalható.
A betegeknek figyelniük kell az étkezésre, napi ötször-hatszor, a kalóriamennyiség egyenlő elosztásával kell táplálkozniuk. A bőséges szénhidrátbevitel nagyon fontos, a napi energiaszükséglet 63–65%-át kell fedeznie. Az orvosok általában napi 400 gramm bevitelét javasolják, de stressz, fizikai megterhelés vagy a panaszok jelentkezésekor ezt a mennyiséget növelni kell, akár cukoroldat-fogyasztással is. Viszont a zsírbevitel a napi energiaszükséglet 22–25%-át ne haladja meg; ennek megvalósítására sovány húsok, zsírszegény tejtermékek fogyasztása ajánlott, kerülve a zsíros húskészítmények, kolbászok stb. fogyasztását. Májat és abból készült termékeket se egyen a beteg, mert a nehézfémek, vegyszerek, gyógyszerek stb. az állatok májában is raktározódnak. Erős fűszerek fogyasztása sem tanácsos. Ehelyett a rostokban gazdag étrend ajánlott, és napi legalább 2 liter folyadék fogyasztása.
A testsúly megtartása fontos, szükséges fogyókúra csak szigorú orvosi ellenőrzés mellett folytatható. A bevitelt átmenetileg napi 1200–1400 kalóriára lehet csökkenteni. Akiknél az alacsony kalória- vagy szénhidráttartalom váltja ki a rohamot, hasznos lehet glükóz intravénás adása, mert a glükóz gátolja a DALA-szintetáz enzim aktivitását, és ezzel stabilizálja a hemszintézist a májban. Ez a módszer a hemadáshoz képest viszont csak kisebb mértékben hatékony.
A rohamok súlyossága miatt a beteg általában kórházi kezelésre szorul. Ilyenkor intravénásan hemet juttatnak a szervezetbe, ezzel a delta-aminolevulinsav és a porfobilinogén szintjének csökkenését érve el a vérben és a vizeletben. A tünetek fokozatosan enyhülnek, a beteg tudata kitisztul, az idegi működés visszatér, a végtagok újra mozgathatóvá válnak, pár nap vagy hét alatt teljes tünetmentesség alakulhat ki. Viszont ha a kezelésre már súlyos rohamnál kerül sor, a beteg tartós rehabilitációra szorul, mely akár hónapokig eltarthat. Kezelés hiányában a felépülés hosszabb, az idegkárosodások néha maradandóak lesznek.
Kis ideig adott fenotiazinnal a hányingert, nyugtalanságot, klorál-hidráttal vagy alacsony dózisú benzodiazepinnel az álmatlanságot lehet kezelni. Barbiturátok adása tilos. A vizeletürítésre képtelen betegeknél katéterezéssel vezetik el a felgyűlt vizeletet. Ha a beteg képtelen az evésre, infúziós táplálás szükséges.
Aszkorbinsav, niacin, riboflavin, tokoferol, pantoténsav adása segíthet, és kalcium intravénás injekciója is csökkentheti a tüneteket. Néha (50–400 mg mennyiségű) chlorpromazinnal lehet eredményt elérni.
A heveny szakasz legsúlyosabb tünete a fájdalom, ami sokszor csak morfinnal és pethidinnel csökkenthető, de életmentésként akár az altatás is szóba jöhet.
Az orvosoknak meg kell győződniük arról, hogy a beteg a kiváltó gyógyszerek egyikét sem szedi. A görcsök kezelése nagyon nehéz, mivel szinte minden görcsgátló gyógyszer súlyosbítja a tüneteket. A gyors szívverésre és a magas vérnyomásra béta-blokkolókat adnak, viszont ez sem felel meg minden betegnél, mert van, akinél a gyors szívverés tartja fenn a keringést, és a kiszáradófélben lévő betegeknél sem alkalmazható. Azoknál a nőknél, akiknél a rohamok a menstruáció előtti napokban jelentkeznek, gonadotropin-felszabadító (gonadotropin rilizing) hormon adásával meg lehet előzni azokat, azonban ezzel a kezeléssel kapcsolatban még vizsgálatok folynak.

### Eritropoetikus protoporfíria – Protoporphyria erythropoetica (EPP)

#### Leírás
A ferrokelatáz enzim hiánya vagy a működésének csökkenése okozza, aminek következményeként a protoporfirin nevű hemösszetevő felgyülemlik a csontvelőben és a vörösvérsejtekben, majd a vérplazmába kerülve a vizelettel, a májból pedig átalakulva a széklettel ürül. A bőrben felgyülemlő protoporfirinmolekulák nagy mértékű napfényérzékenységet okoznak, hiszen a napfény aktiválja azokat, aminek hatására a környező szövetállomány károsodik: a toxin felmarja a bőrt, hólyagokat, bőrelváltozásokat okoz. A májban felgyűlő protoporfirinek májkárosodást okoznak, az epében lévők pedig epekövek kialakulásához vezetnek. A száj és az íny is torzul.
A harmadik leggyakoribb porfíriatípus, mely általában valamelyik szülőtől öröklődik. Többféle, genetikailag elkülöníthető formája létezik, melyek azonos családon belül is igen változatosak lehetnek. Többnyire fehérbőrűeknél fordul elő, de bármely más rasszban is kialakulhat. Egyenlő mértékben fordul elő nőkben és férfiakban, és általában már 3-4 éves korban megjelenik.

#### Tünetei

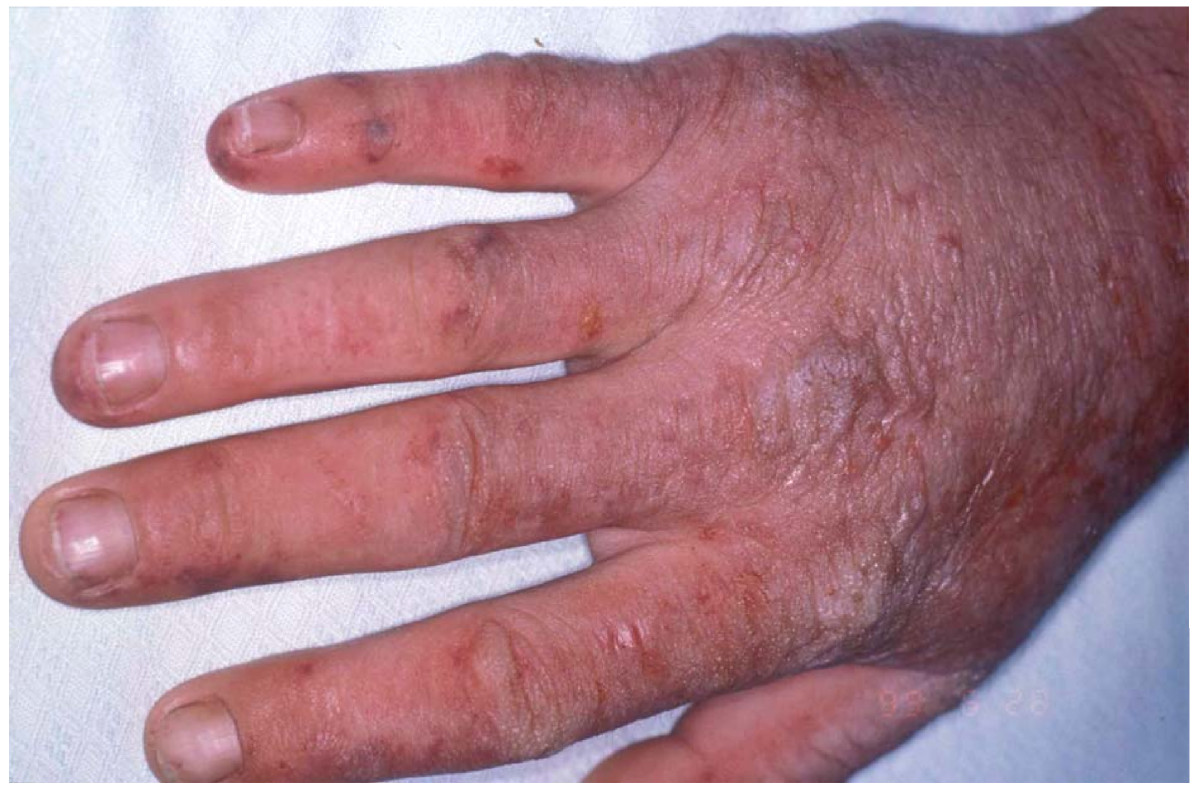
A napfénynek kitett bőrfelület

Az első tünetek többnyire már kisgyermekkorban jelentkeznek, elsősorban a bőrön. Már kis mennyiségű napfénynek kitett bőrfelületen is bőrpír, duzzanat, fájdalmasan égő, viszkető érzés alakul ki; ha a bőr le is ég, akkor pörkösödik, majd előfordul, hogy hegesen gyógyul. Hólyagképződés nem jellemző, de ha a napfény folyamatosan éri az adott bőrfelületet, az megvastagodhat, a kézen pedig a körmök elváltozásai léphetnek fel. Epekőképződés is előfordul. A májenzimek száma megemelkedik, májkárosodás alakulhat ki, ez májelégtelenséghez vezethet, ami pedig sárgasággal és lépmegnagyobbodással is járhat.

#### Diagnózis
Enyhe megjelenési formáknál nehéz a betegség megállapítása, vasanyagcsere-zavarokkal is összekeverhető. Komoly eseteknél a rohamok alatt elvégzett laborvizsgálatok, az elváltozott bőrfelület, a fogak és a vizelet elszíneződése segít a betegség diagnosztizálásában. A protoporfirinek célzott vizsgálatokkal kimutathatóak a vérplazmából, vörösvérsejtekből, vizeletből és székletből.
A legjellemzőbb a plazma porfirinszintjének emelkedése, amivel a családtagok szűrése is elvégezhető.

#### Megelőzés
A napfényt fokozott elővigyázatossággal kerülni kell, és még télen is a legmagasabb faktorszámú fényvédőkrémeket kell használni. Fontos lehet a helyes diéta alkalmazása. A megfelelő mennyiségben szedett béta-karotin gátolja a protoporfirin által okozott oxidatív stresszt, ezáltal csökkenti a fényérzékenységet. Emellett a bőr enyhe, sárga színű elszíneződését váltja ki, mely általában elég jó hatásfokú védettséget okoz, de a napfény lehetőség szerint ilyenkor is kerülendő.
A rendszeres orvosi ellenőrzés nagyon fontos, még nagyon enyhe tünetek mellett is, mert az esetek körülbelül 2%-ában súlyos májkárosodás alakul ki.

## Egyéb tudnivalók
Országos Porphyria Központ a neve Magyarországon a porfíria betegséggel és betegekkel foglalkozó szakmai szervezetnek. Céljuk felkutatni a betegeket, igazolványt biztosítani a számukra, illetve a megfelelő étrendről, életmódról felvilágosítani és az alkalmazható, valamint kerülendő gyógyszerek listájának jegyzékével ellátni őket.

## Tüneti porfíria
Okozhatják lázas betegségek, melynél a porfirinkiürítés pontosan követi a lázgörbét. Ilyenkor mindig koproporfirin ürül, mely rendszerint nem több 300 µg-nál. Emelkedett porfirinszint lehet májbetegségeknél, röntgen- és rádiumbesugárzás után, bizonyos bőrbetegségekben.
A tüneti porfíria vashiányos anaemiában, anaemia perniciosában, leukémiában, pellagrában, haemolytikus icterusban, polycythaemiában, a máj betegségeiben (hepatitisz, cirrózis, elzáródásos icterus), haemochromatosis esetében fordul elő.

## Híres porfíriások
- II. Nabú-kudurri-uszur[25]
- Stuart Mária[26]
- III. György brit király Élete utolsó harmadában a környezete szerint eluralkodott rajta az elmebaj. Munkaképtelenné vált, majdnem teljesen megvakult, rengeteget szenvedett betegsége miatt. Testi-lelki kínjai miatt az őrület határán élt, a nyilvánosság elől szobáiba zárkózva. Tünetei alapján porfíriában szenvedett, amit fia is örökölt.[16][27]
- Vincent van Gogh Betegségét akkor epilepsziaként diagnosztizálták, viszont a leírt tünetek alapján, mai orvosi vélemény szerint inkább heveny porfíriája volt. Látomások, idegrendszeri panaszok, súlyos rohamok gyötörték, 1889 májusában önként vonult be a Saint-Rémy-i elmegyógyintézetbe. Öncsonkítást is elkövetett, végül élete kioltására mellkason lőtte magát.[28]
- Julia Gnuse testének 95%-át tetoválások borítják, ezzel bekerült a Guinness-rekordok könyvébe mint a legtöbb tetoválást viselő nő. Szenvedélye a porfíria nevű betegsége miatt alakult ki, ami miatt testét hólyagok, majd később hegek borították, amit így próbált eltüntetni. Az Aerosmith együttes Pink című dalának videóklipjében is szerepelt.[29]

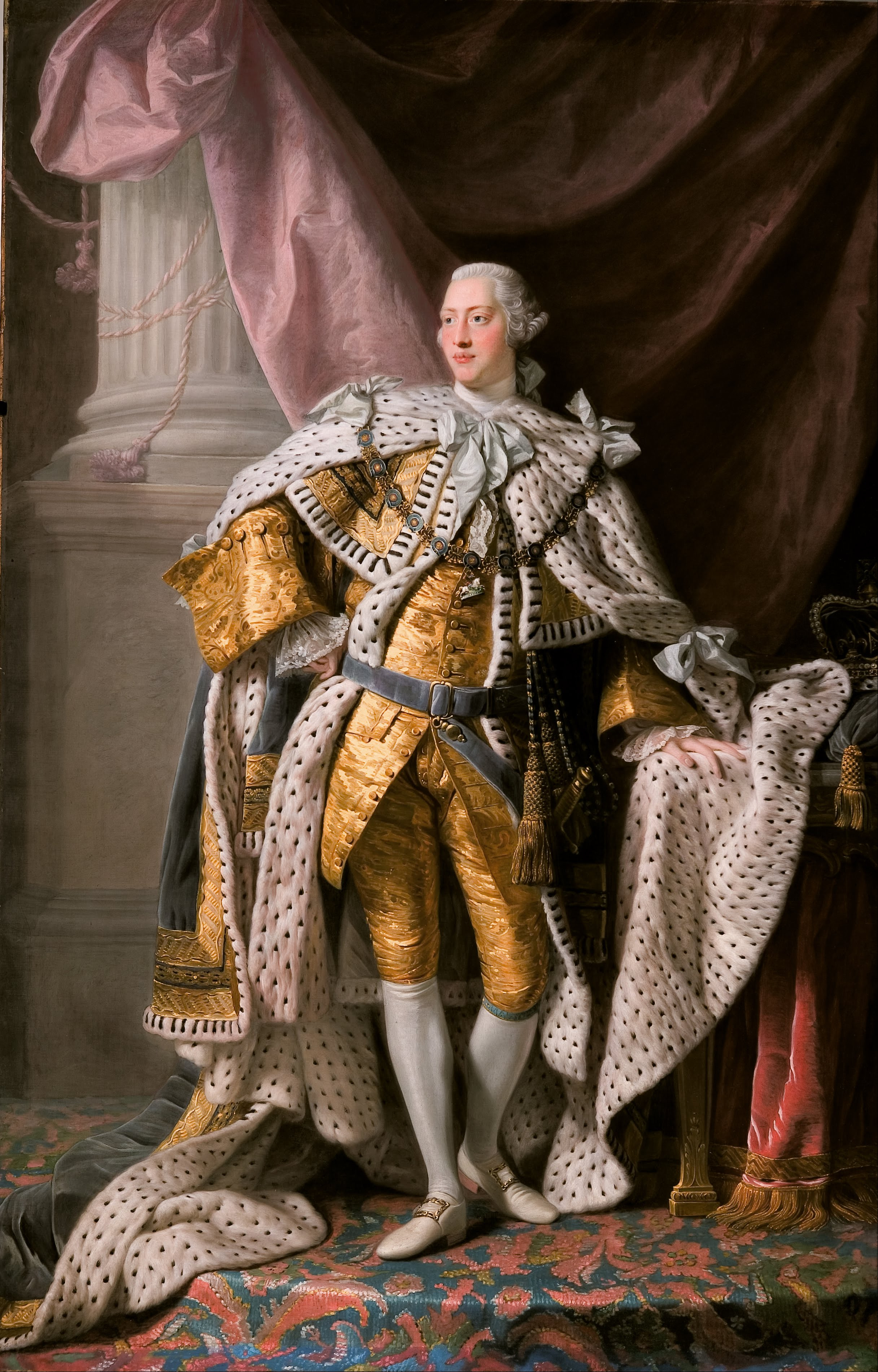
III. György brit király
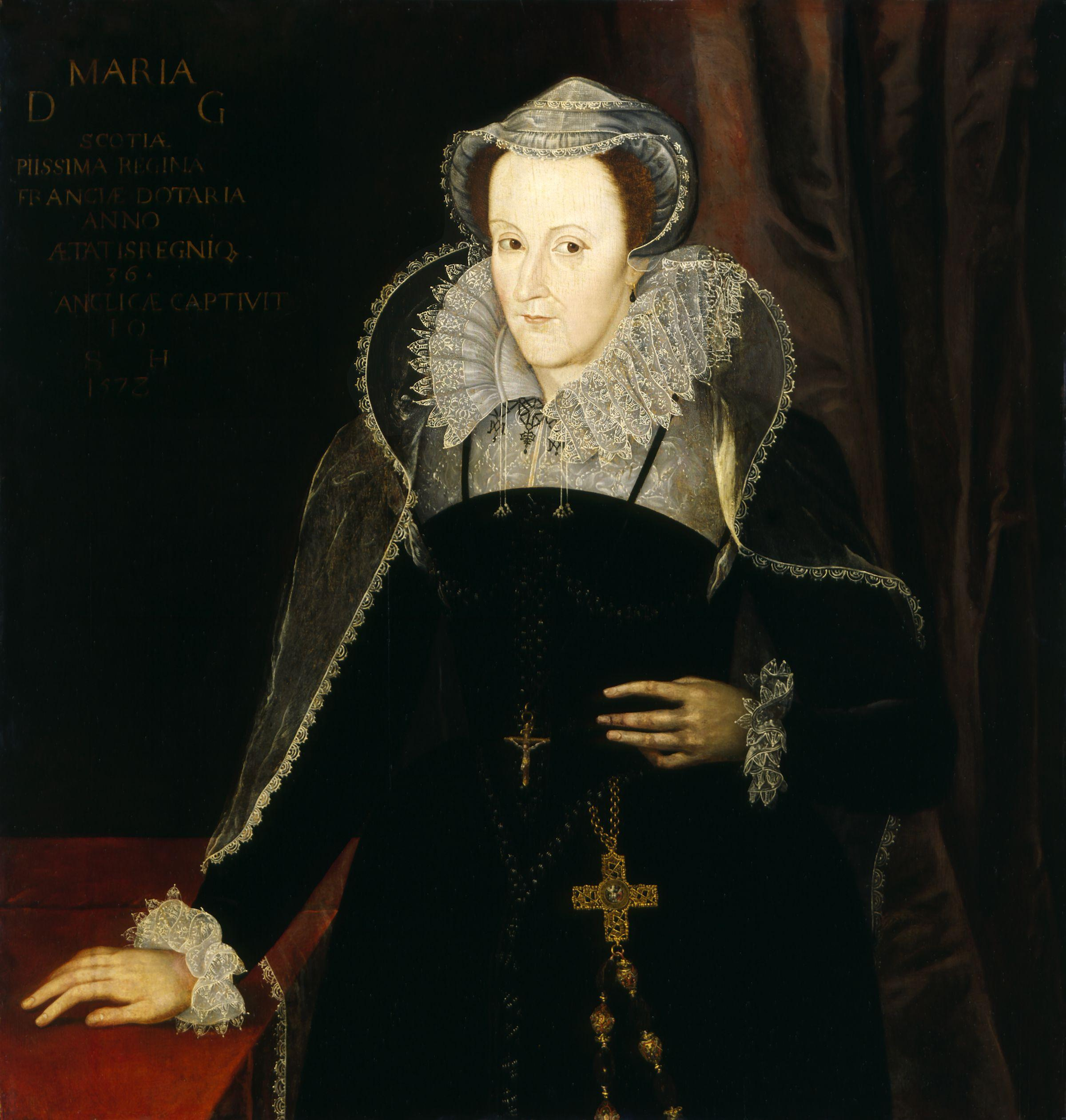
Stuart Mária
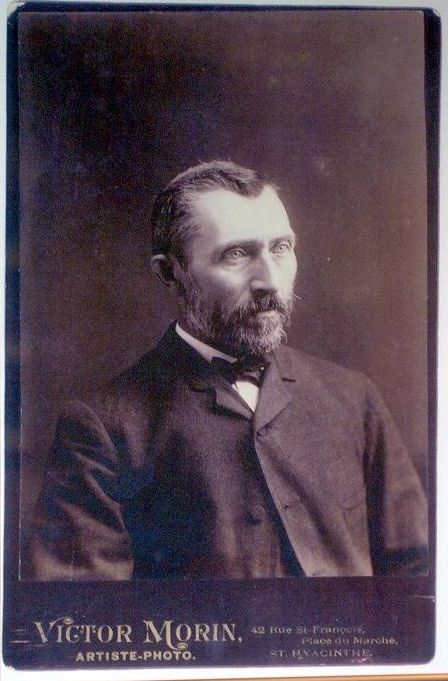
Vincent van Gogh

## Vámpírlegendák

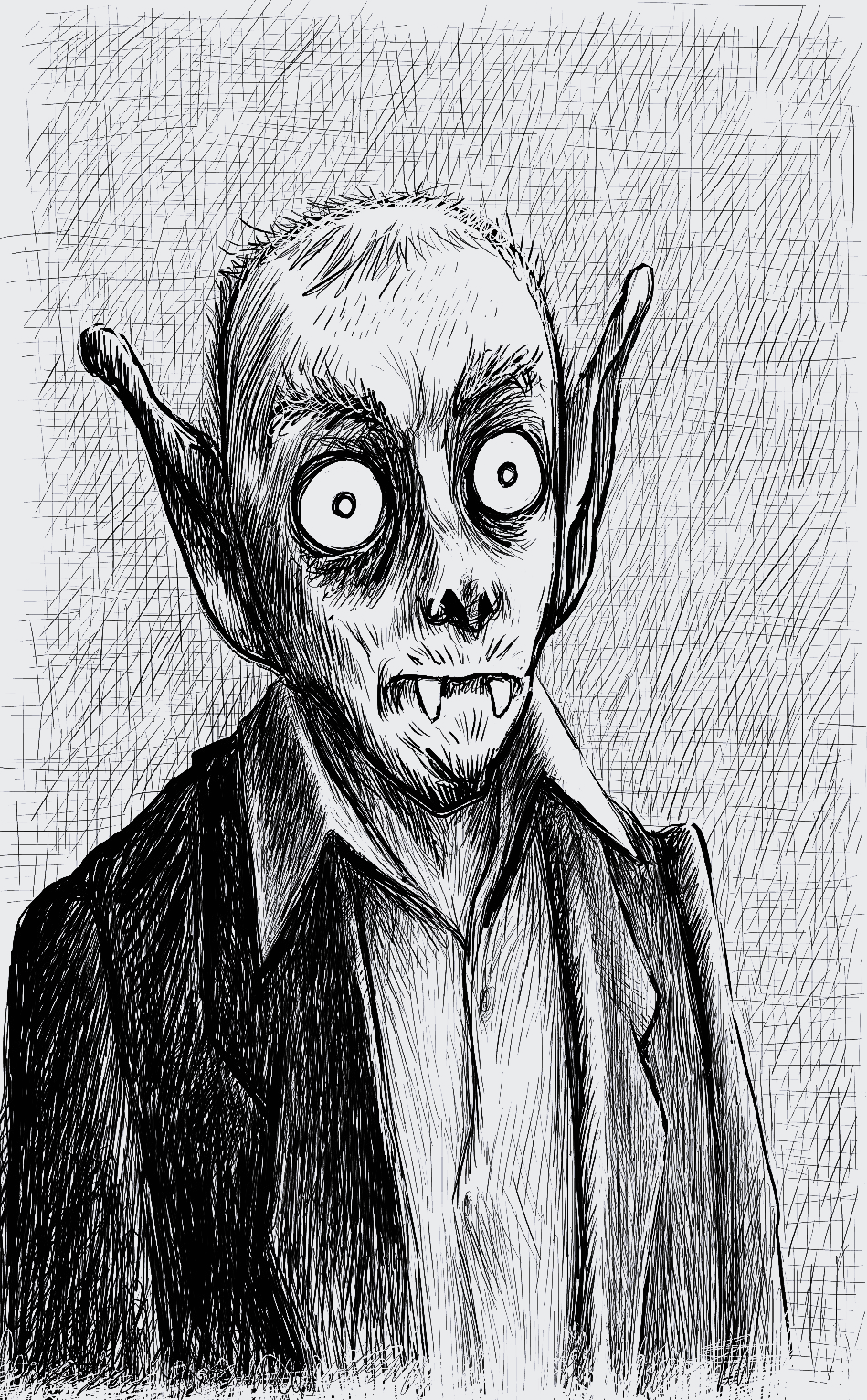
Vámpírábrázolás

A középkori tudomány és orvoslás sem tudta megmagyarázni a porfíria betegség egyik formája, az eritropoetikus porfíria (EP) típus tüneteit, az emberek pedig túlvilági magyarázatokat, hiedelmeket szőttek az ilyen emberek köré. Leggyakrabban vámpíroknak kiáltották ki őket. Sok ártatlan embert közösítettek ki, öltek meg, vagy haláluk után háborgatták sírhelyüket.
Az ártatlan áldozatok külseje betegségük előrehaladtával egyre riasztóbbá vált. A porfirin-lerakódás az arc és a kezek súlyos deformációját okozhatta. A nap elől el kellett bújniuk, csak éjszaka közlekedhettek, mivel bőrüket a fény hatására hólyagok borították el, szemük is erősen fényérzékeny volt, az arcbőr szemkörnyéki zsugorodása miatt karikás farkasszem alakult ki. Arcuk beesett, bőrük hófehér volt, az ínysorvadás miatt szájuk torzult, a szemfogak agyaraknak tűntek, barnásvörösre elszíneződtek,  „vért” vizeltek, amiből természetesen arra következtettek, hogy vért is isznak. A magas kéntartalmú ételekre, így a fokhagymára is érzékenyek voltak.
A népi orvoslás vérivással próbálta enyhíteni a tüneteket, ami eredményes is volt, így minden adva volt, hogy vámpírnak kiáltsák ki őket. Valószínűleg a porfíria volt az oka a vámpírlegendák létrejöttének.